# RC Cola
A RC Cola (Royal Crown Cola), é a marca de um refrigerante de cola surgida nos Estados Unidos em 1905.

## História
O refrigerante RC Cola foi criado pelo farmacêutico americano Claude A. Hatcher em 1905, no estado da Geórgia.
No início seu nome era Chero-Cola, somente em 1934, houve uma reformulação com um relançamento como Royal Crown Cola.
Em 1962 a empresa lançou o primeiro refrigerante Diet, com o nome de "Diet Rite Cola".
No ano de 2000 a Royal Crown Cola Co. é adquirida pela empresa Cadbury Schweppes nos Estados Unidos. Internacionalmente ela pertence à Cott, empresa canadense de concentrados.
No Brasil, a inauguração de sua primeira fábrica no país aconteceu em 24 de Outubro de 2003, no Distrito Industrial de Macaíba (RN). O refrigerante era fabricado pela Real Comércio e Indústria de Bebidas.
Em junho de 2007 a empresa Coca-Cola Norsa, produtora e distribuidora dos produtos Coca-Cola nos estados da Bahia, Ceará, Piauí e no Rio Grande do Norte, anunciou a compra da fábrica
Em abril de 2008, a fábrica deixou de produzir, quando uma pequena fabricante Mineira a Mate Couro S/A passou a produzir o refrigerante que vêm sendo produzido apenas para a Grande Belo Horizonte e Juiz de Fora. Recentemente, em abril/maio de 2009, a Real Bebidas passou a produzir e vender o RC Cola em Manaus.
Em 2013 o refrigerante Royal Crown Cola Co. começa a ser fabricada no Brasil pela Ind. Com. Bebidas Funada Ltda. A empresa situada na cidade de Presidente Prudente (SP) obteve o direito de produzir e comercializar a marca nas regiões de Presidente Prudente e Campo Grande (MS).
O refrigerante RC Cola é vendido em mais de 60 países com mais de 100 empresas franqueadas